# Liste der Naturdenkmale im Amt Niepars
Die Liste der Naturdenkmale im Amt Niepars nennt die Naturdenkmale im Amt Niepars im Landkreis Vorpommern-Rügen in Mecklenburg-Vorpommern.

## Groß Kordshagen
In diesem Ort sind keine Naturdenkmale bekannt.

## Jakobsdorf
In diesem Ort sind keine Naturdenkmale bekannt.

## Lüssow
| Bild | Nr.        | Bezeichnung                             | Standort                                               | Beschreibung                                                                                             | Schutzzweck | Verordnung                                                           |
| ---- | ---------- | --------------------------------------- | ------------------------------------------------------ | --- | ----------- | -------------------------------------------------------------------- |
| BW   | 56/1       | Rotbuche                                | Langendorf (54° 17′ 27,1″ N, 13° 0′ 25,5″ O)           | |             |                                                                      |
| BW   | fnd_vr_045 | Bitterkraut-Sommerwurz Vorkommen Lüssow | Lüssow Am Wasserwerk (54° 16′ 54,8″ N, 13° 0′ 51,1″ O) | Erste Festsetzung 1989, wertvolle Pflanzenart(en)                                                        |             | Beschluss des Rates des Kreises Stralsund Nr. 46-7/89 vom 06.04.1989 |
| BW   | fnd_vr_049 | Orchideenwiese am Pütter See            | Langendorf (54° 17′ 28,5″ N, 12° 59′ 31,2″ O)          | Fläche 2 ha. Erste Festsetzung 1989, wertvolles Biotop, wertvolle Pflanzenart(en), wertvolle Tierart(en) |             | Beschluss des Rates des Kreises Stralsund Nr. 46-7/89 vom 06.04.1989 |

## Niepars
| Bild | Nr.  | Bezeichnung | Standort                                       | Beschreibung | Schutzzweck | Verordnung |
| ---- | ---- | ----------- | ---------------------------------------------- | ------------ | ----------- | ---------- |
| BW   | 62/1 | Flatterulme | Obermützkow (54° 16′ 18,5″ N, 12° 56′ 50,6″ O) |              |             |            |

## Pantelitz
In diesem Ort sind keine Naturdenkmale bekannt.

## Steinhagen
| Bild | Nr.  | Bezeichnung     | Standort                               | Beschreibung | Schutzzweck | Verordnung |
| ---- | ---- | --------------- | -------------------------------------- | ------------ | ----------- | ---------- |
| BW   | 83/1 | Weymouth-Kiefer | Negast (54° 15′ 20,2″ N, 13° 0′ 50″ O) |              |             |            |

## Wendorf
In diesem Ort sind keine Naturdenkmale bekannt.

## Zarrendorf
| Bild | Nr.  | Bezeichnung | Standort                                           | Beschreibung | Schutzzweck | Verordnung |
| ---- | ---- | ----------- | -------------------------------------------------- | ------------ | ----------- | ---------- |
| BW   | 95/1 | Linde       | Neu Ahrendsee 10 (54° 14′ 13,1″ N, 13° 6′ 39,9″ O) |              |             |            |